# Nisrine Dinar
Nisrine Dinar (ur. 14 stycznia 1988) – marokańska lekkoatletka, która specjalizuje się w skoku o tyczce.

## Osiągnięcia
- złoto mistrzostw Afryki juniorów (Garoua 2003)
- srebrny medal mistrzostw Afryki (Bambous 2006)
- srebrny medal mistrzostw Afryki (Addis Abeba 2008)
- złoto mistrzostw Afryki (Nairobi 2010)
- reprezentowała Afrykę podczas pucharu interkontynentalnego w Splicie (2010) jednak nie zaliczyła żadnej próby
- srebro mistrzostw panarabskich (Doha 2013)
- brąz igrzysk solidarności islamskiej (Palembang 2013)
- srebrny medal mistrzostw Afryki (Marrakesz 2014)
- srebro mistrzostw panarabskich (Manama 2015)
- brązowy medal mistrzostw Afryki (Durban 2016)

## Rekordy życiowe
- skok o tyczce – 4,05 (2008) rekord Maroko